# Ball tradicional valencià

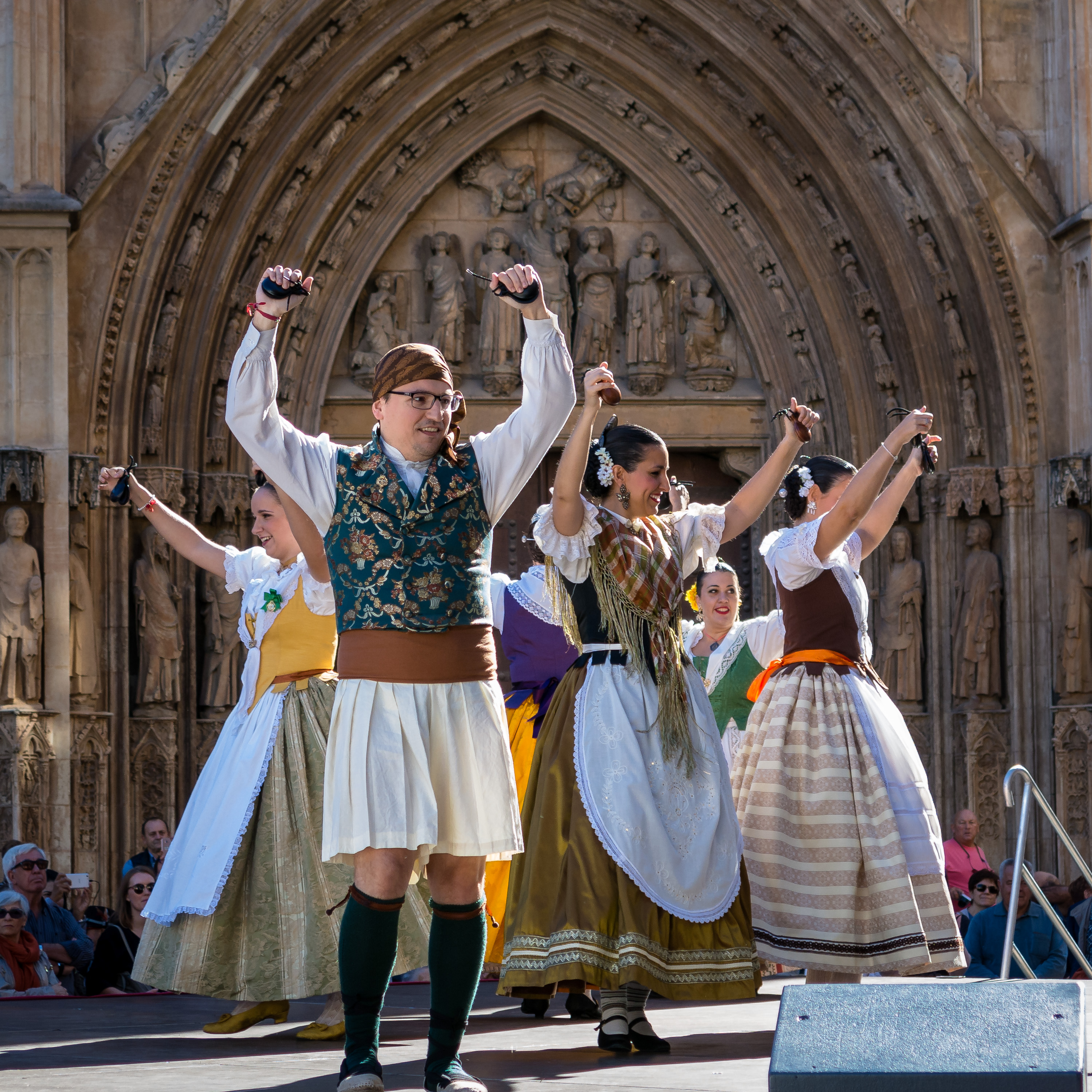
La falla Dr J.J.Domine - Port al Festival Balls al Carrer a València al any 2018.

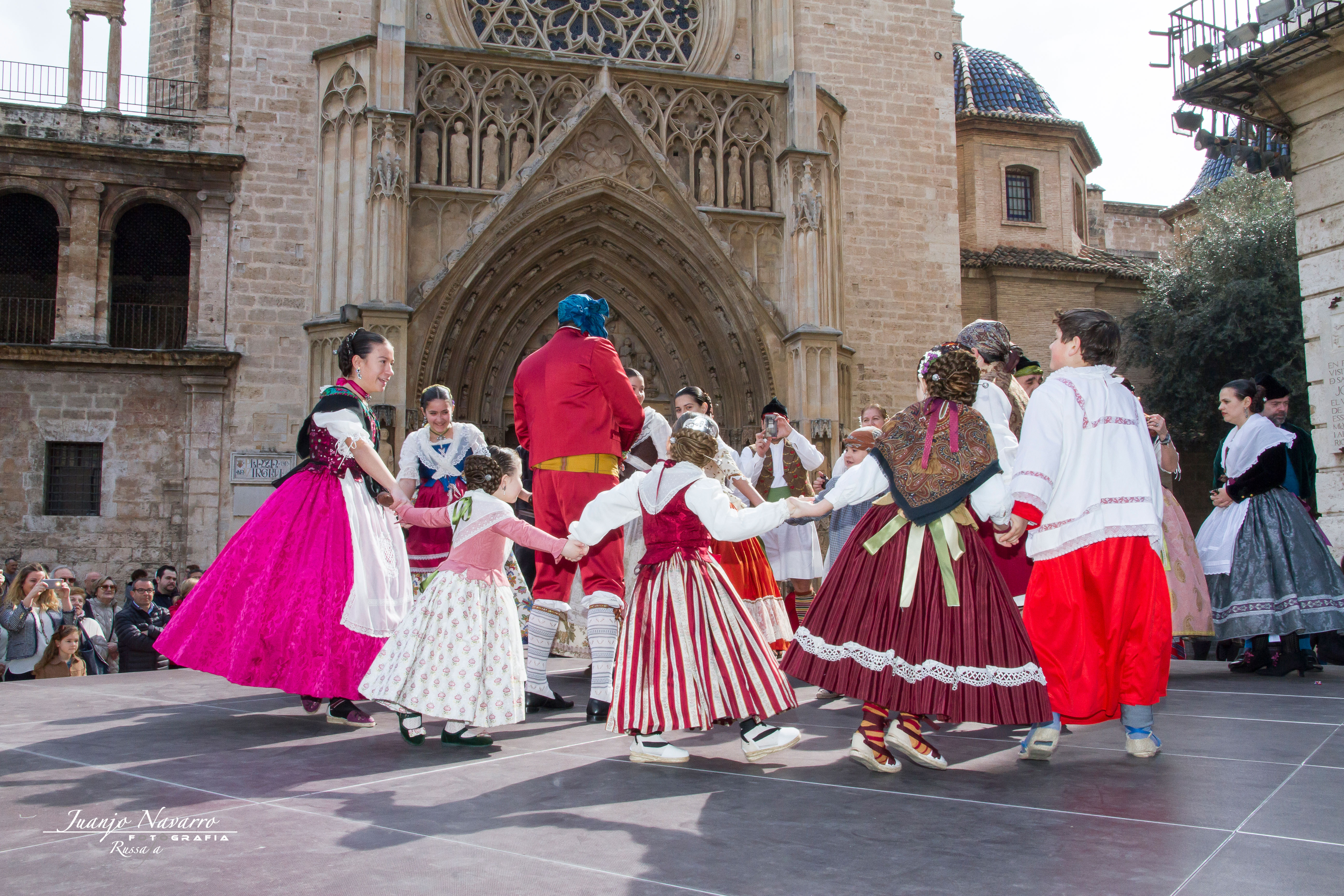
La falla Tio Pep representa un típic bateig valencià al festival Balls al carrer a València, en els balls que es ballaven a l'eixir de la catedral, convidant als assistents a dolços i mistela.

El ball tradicional valencià és tot el conjunt de balls que el poble valencià ha assumit com a propis i que han anat transmetent-se de generació en generació. Els diferents estils que ens han arribat fins hui són jotes, uns o malaguenyes, seguidilles, fandangos del nord, ball de bastonets, boleros, copeos, valencianes, fandangos de cobla partida i jotes de quatre.
La major part d'ells solien interpretar-se en qualsevol ocasió festiva, com les reunions de familiars o d'amics, celebració d'onomàstiques, matances, collites, etc. A més, podien fer-se a l'interior de les cases, al carrer, davant les portes, o a les eres de batre. Hui dia, pràcticament s'ha perdut la seua funció festiva i han esdevingut espectacles per a mostrar dalt els entaulats.
Un cas especial el constitueixen els balls públics, com les danses o els balls plans que se celebren a les places o carrers amb motiu de les festes majors i amb música de dolçaina o banda de música. Finalment, les danses rituals processonals, com les danses de nanos i gegants, de bastons, de vetes, haurien d'adscriure's en un altre apartat diferent al del ball tradicional.
El Pas pla és el pas bàsic dels balls públics valencians: les danses, i es coneix també amb els noms de "paseo" o "paseillo". També és un pas bàsic d'altres balls valencians, ja que apareix en la part instrumental de la majoria d'uns o malaguenyes i en algunes cotes. Presenta multitud de variants i també es pot trobar en balls d'altres països de la península Ibèrica, com ara les sevillanes.

## Origen
Existeixen documents escrits que parlen de la jota com a ball molt generalitzat en el Regne de València en els segles XIV, XV, XVI, XVII i primera meitat del segle xviii (no s'ha trobat cap document anterior que parli de la jota ni a Aragó ni en el conjunt d'Espanya i la jota aragonesa apareix a la darreria del segle xviii). Destaca un quadre pintat de la inauguració del Palau Reial, Al-Munia en àrab, que va ser construït el 1009 pel rei de Balansiya Abd-Al-Aziz. Per l'arabista Henri Péres en el quadre es veu a homes i dones ballant una jota.
Si la jota va néixer a València és lògic pensar que els jornalers de Requena, Utiel i les seves comarques, que baixaven a la Ribera del Xúquer a la sega de l'arròs a final de setembre i a la comarca de Llíria i les terres del Túria a la sega de l'alfals, del cereal i la ceba, al seu retorn comentessin meravellats el ball que havien vist i que es deia jota. Aquesta dansa es va estendre per Requena, Utiel i les seves comarques, i segurament aquests mateixos jornalers van ser els que van començar a transmetre-quan pujaven a la sega del cereal als Regnes d'Aragó i de Navarra.

## Gèneres de ball tradicional valencià
El País Valencià ha conservat una diversitat d'estils per al ball molt superior a la de qualsevol altre país de la península Ibèrica. Els factors que han permés aquest fet, són d'una banda la inclinació natural dels valencians a la música i el ball i de l'altra la permeabilitat a totes les modes forasteres. Com a resultat, s'ha forjat un patrimoni format per 9 gèneres distints de música per al ball amb les seues variants musicals i coreogràfiques. Tot això, sense contar els balls de plaça, ni les danses rituals.

### La jota
La jota és el ball tradicional més estés pel País Valencià, popularitzat a totes les comarques. És originari del segle xiv, però la forma en què la coneixem actualment data del segle xix. En aquest segle va anar substituint altres tipus de ball més antics, com ara les seguidilles. Musicalment s'hi distingeixen les jotes amb tornada (més abundants al sud) i sense (més abundants al nord). Pel que fa a les estructures coreogràfiques existeix una gran varietat de fomes soltes (més antigues) i agarrades (més modernes), com ara per parelles, rogles amb canvi de parella (especialment abundants al nord), en quadre, de tres, des sis (tres parelles), en filera o reng (un cas especial el constitueix el ball del canó de les comarques del nord), etc.

### L'u o malaguenya
L'u és un ball originat al sud peninsular a final del segle xvii o començament del xviii. Es troba fortament arrelat a totes les comarques de la meitat sud del País Valencià. Cap al nord, només el trobem a la costa, on arriba fins a la comarca de la Plana. És un ball que presenta moltes denominacions. Al sud s'anomena malaguenya, a les comarques centrals u, a les comarques castellanoparlants més interiors fandango (la mateixa denominació que a les Illes Balears) i a les de més al nord marineria. Sol ser ball de parella, antigament solt i més modernament agarrat. També hi ha algunes variants d'u en rogle a les comarques centrals, que reben noms com villanera, safanòria, ball pla o sandinga.

### Seguidilles
Són un ball originari del centre de la península Ibèrica, esteses a partir del segle xvi. En ser un ball tan antic ha anat desapareixent i a hores d'ara se'n conserven pocs exemples. Existeixen dos estils diferenciats pel seu ritme, les més antigues o clàssiques, anomenades torrades en algunes comarques i les ràpides o manxegues, també anomenades corrilles o corridas. Les primeres són més freqüents a les comarques del nord i es ballen en rogle, encara que també apareixen a la Marina i la Serrania d'Alcoi, on es ballen en quadre i fent cadenes o encreuaments. Les segones són més freqüents a les comarques centrals interiors i solen ballar-se en parella.

### Fandango (del nord)
És un gènere musical i de ball quasi exclusivament valencià. És molt abundant a les comarques valencianes del nord, encara que també apareix a les Terres de l'Ebre i les poblacions aragoneses pròximes a la ratlla de València. És un fandango arcaic, emparentat amb altres fandangos ibèrics i amb els fandangos de cobla partida del sud valencià. Generalment té un ritme molt ràpid i s'usen passades molt lluidores. En moltes ocasions va lligat a la jota, de manera que es passa de la jota al fandango sense parar la música ni el ball. Hi ha alguns exemples en tonalitat menor.

### Bolero
És un ball molt lluït, creat pels mestres de ball del segle xix per a les classes benestants i popularitzat a la fi de segle. El seu origen està en la seguidilla, encara que també hi ha boleros enfandangats influenciats per l'U. És un gènere cultivat especialment a la Costera, la Ribera Alta, la Ribera Baixa i la Valldigna. A més a més, els mestres de ball dels quadres de balls populars de la ciutat de València també van crear boleros per a incloure al seu repertori.

### Copeo
És un ball emparentat amb la seguidilla. L'estrofa literària que usa és la cobla o cançó i no l'estrofa de seguidilla, a més, du una tornada cantada que sempre diu "rode la bola". Guarda certa relació musical amb els copeos mallorquins, encara que el copeo valencià és molt més lent. Només s'han conservat tres exemples a la zona de la serra de Mariola.

### Valencianes
Les valencianes són un gènere exclusivament valencià, estés per la comarca de l'Horta de València i algunes comarques pròximes. Existeixen tres estils diferents: l'U i Dos, L'U i Dotze i L'U, els dos primers guarden relació amb la jota i el tercer amb el fandango andalús. El naixement de les valencianes com a ball, és degut als mestres dels quadres de balls populars de la ciutat de València, que van adaptar passades populars però amb la tècnica del ballet al cant d'estil. Són per tant un tipus de ball espectacular nascut als entaulats.

### Fandango (de cobla partida)
És un gènere musical exclusivament valencià, que només apareix a la Serrania d'Alcoi, la Foia de Castalla i el Camp d'Alacant. Està emparentat amb els fandangos del nord del País Valencià, amb altres fandangos ibèrics i fins i tot de les Illes Filipines. Sol ballar-se en filera i formant cadenes.

### Jota de quatre
És un gènere musical exclusivament valencià. El nom no ens ha d'induir a pensar que és un tipus de jota, ja que es diferencia clarament d'aquesta. S'han conservat molt pocs exemples a les comarques de l'Alcoià, la Vall d'Albaida i la Marina Alta. Sol ballar-se en quadres de quatre persones i formant cadenes.